# Algolsheim
Algolsheim település Franciaországban, Haut-Rhin megyében. Lakosainak száma 1132 fő (2022. január 1.). Algolsheim Vogelgrun, Weckolsheim, Volgelsheim, Obersaasheim és Geiswasser községekkel határos.

## Népesség
A település népességének változása:
| Lakosok száma | 1162 | 1150 | 1163 | 1141 | 1132 | 1124 | 1125 | 1125 | 1132 |
|               | 2013 | 2015 | 2016 | 2017 | 2018 | 2019 | 2020 | 2021 | 2022 |